# Douala Stock Exchange
Die Douala Stock Exchange (Abkürzung DSX) war die offizielle Wertpapierbörse in Kamerun und befand sich in Douala. Im Jahr 2019 wurde sie von der Bourse des valeurs mobilières de l'Afrique centrale (BVMAC) übernommen, die zu diesem Anlass ihren Sitz von Libreville nach Douala verlegte.

## Geschichte
Die Ursprünge des Marktes in Douala geht auf ein von CEMAC gefördertes Projekt zurück, bei dem es um die Schaffung von Börsen in Gabun und Kamerun ging. CEMAC ist die Abkürzung für die Economic and Monetary Community of Central Africa. Die Douala Stock Exchange wurde im Dezember 2001 gegründet. Die erste Notierung war die Société des eaux minérales du Cameroun (SEMC), einer Tochtergesellschaft des französischen Unternehmens Castel Group. 
DSX war Eigentum der Association professional des établissements de crédit du Cameroun (APECCAM) (Kreditverband von Kamerun); kamerunischen Unternehmensverbänden; und von der staatlichen Regierung. 
Folglich war das Kontrollgremium wie folgt geregelt: 
Verwaltungsrat:
APECCAM: 7 Sitzplätze
Unternehmensverbände: 2 Sitze
Regierung: 1 Sitz
Sonstige: 1 Sitz
Bis 2006 war die einzige Notierung SEMC. Später folgten auch die Société Africaine Forestière et Agricole du Cameroun (SAFACAM) und SOCAPALM.